# Planungsregion Landshut
Die Planungsregion Landshut ist eine von insgesamt 18 Planungsregionen des Freistaates Bayern.

## Struktur

Planungsregion 13: Landshut

Im Regionalen Planungsverband sind folgende Körperschaften zusammengeschlossen:
die kreisfreie Stadt Landshut, die Landkreise Dingolfing-Landau, Landshut und Rottal-Inn sowie die kreisangehörigen Gemeinden dieser Landkreise. Zudem gehören die Gemeinden Aiglsbach, Attenhofen, Elsendorf und Volkenschwand sowie die Stadt Mainburg aus dem Landkreis Kelheim zur Region. Die anderen Gemeinden des Landkreises Kelheim gehören zur Planungsregion Regensburg.
Am 31. Dezember 2022 lebten in der Region 487.714 Einwohner. Die Fläche beträgt 3.7666,83 km². Oberzentrum der Region ist Landshut und seit dem 1. März 2018 auch Dingolfing. Zugehörige Mittelzentren sind Dingolfing, Eggenfelden, Landau an der Isar, Mainburg, Pfarrkirchen, Simbach am Inn und Vilsbiburg. Das Mittelzentrum Simbach am Inn hat Verflechtungen mit Braunau am Inn in Österreich.

## Größte Städte und Gemeinden
Die zehn größten Kommunen der Planungsregion Landshut nach ihrer Einwohnerzahl mit Stand 31. Dezember 2023 sind:
| Kommune          | Einwohner |
| ---------------- | --------- |
| Landshut         | 68.741    |
| Dingolfing       | 20.686    |
| Mainburg         | 15.262    |
| Eggenfelden      | 14.194    |
| Landau a.d. Isar | 14.700    |
| Pfarrkirchen     | 12.829    |
| Ergolding        | 13.276    |
| Vilsbiburg       | 12.130    |
| Essenbach        | 11.946    |
| Altdorf          | 11.329    |

## Geschichte
1972 erfolgte die Einteilung des Freistaates Bayern in 18 Planungsregionen auf Grundlage des Bayerischen Landesplanungsgesetzes von 1970. Gründungsvorsitzender des Planungsverbandes war der damalige Oberbürgermeister der Stadt Landshut, Josef Deimer. Er führte den Verband vom 1. April 1973 bis zum 31. Dezember 2004. Sein Nachfolger war ab 2005 Bürgermeister Richard Findl aus Simbach a.Inn. Derzeitiger Verbandsvorsitzender ist Peter Dreier, Landrat des Landkreises Landshut.